# Carex kaloides
Carex kaloides är en halvgräsart som beskrevs av Donald Petrie. Carex kaloides ingår i släktet starrar, och familjen halvgräs. Inga underarter finns listade i Catalogue of Life.